# Hauptverbandplatz
Der Hauptverbandplatz war in der deutschen Armee ein vom Sanitätsdetachement eingerichteter Verbandplatz, sobald Zusammenstöße größerer Truppenverbände anstanden.

## Zweiter Weltkrieg
Der Ort für den Hauptverbandplatz wurde vom Divisionskommandeur oder dem Divisionsarzt bestimmt, der auch den Dienst auf dem Hauptverbandplatz leitete. Der Hauptverbandplatz sollte für die Verwundeten und Träger schnell erreichbar sein und sich möglichst außerhalb des unmittelbaren Kampffeuers befinden, wobei diese Forderung jedoch durch die erhöhte Schussweite der verwendeten Waffen mehr und mehr unerfüllbar wurde. Bei seiner Auswahl wurde die Nähe von Wasserstellen und genügend Raum sowie Verkehrsanbindungen für den Weitertransport von Verwundeten berücksichtigt. Die Sanitätskompanien der Divisionen des Heeres und der Waffen-SS sollten laut Vorschrift im Zweiten Weltkrieg etwa 6 bis 10 km hinter der Front einen Hauptverbandsplatz einrichten. Im Hauptverbandsplatz konnte eine ärztliche Versorgung des Verwundeten, wie größere Operationen durchgeführt werden. Vom Hauptverbandplatz wurden die Verwundeten entweder ins Feldlazarett oder in ein Reservelazarett im Hinterland gebracht.
Erhebliche Veränderungen der Truppenstellungen führten meist auch zu einer Verlegung des Hauptverbandplatzes. War auf dem ausgewählten Gelände kein geeignetes Gebäude vorhanden, wurde das vom Sanitätsdetachement mitgeführte Verbandzelt (Verbindezelt) aufgeschlagen. Bei Tage wurde der Hauptverbandplatz durch die Nationalflagge und eine weiße Fahne mit rotem Kreuz, nachts durch eine rote Laterne kenntlich gemacht.

## Heute
Die Sanitätstruppe der Bundeswehr richtet mit den Hauptverbandplatzzügen der Sanitätsregimenter im Verteidigungsfall Hauptverbandplätze (HVPl) als Sanitätseinrichtung des sogenannten Leistungsbereichs A in den rückwärtigen Räumen der Brigaden bzw. Divisionen ein. Dort findet die erste chirurgische Versorgung der Verwundeten im Gefecht statt. Als Sanitätseinrichtung wird der HVPl mit dem Schutzzeichen „Rotes Kreuz“ kenntlich gemacht.
In den Auslandseinsätzen werden Hauptverbandplätze personell und materiell erheblich aufgestockt und als Rettungszentrum (RZ) betrieben (siehe in diesem Zusammenhang: Kommando Schnelle Einsatzkräfte Sanitätsdienst).

## Geschichte
Erste, den späteren Hauptverbandplätzen entsprechende Einrichtungen waren die Ambulances volantes („fliegende Ambulanzen“), die Dominique Jean Larrey Ende des 18. Jahrhunderts bei der französischen Rheinarmee etabliert hatte. Damit zogen die Sanitätsformationen nun, statt wie zuvor hinter dem Gros der Truppe herziehend, mit der Avantgarde mit und konnten den Verwundeten zeitnah auf dem Schlachtfeld Hilfe zukommen lassen. Johann Goercke führte in Preußen wandernde Feldlazarette mit einer Aufnahmekapazität für 1000 Mann ein. Die von Goercke vorgeschlagenen fliegenden Ambulanzen und Feldlazarette wurden von Louis Stromeyer für die schleswig-holsteinische Armee realisiert.

## Wikilinks
- Peter Wilhelm Fuss: Militärische Erstversorgung von Verwundeten auf dem Gefechtsfeld durch Soldaten der Kampftruppe – vom Hilfskrankenträger zum Combat First Responder. (PDF; 9,86 MB) Dissertation. In: edoc.ub.uni-muenchen.de. Institut für Ethik, Geschichte und Theorie der Medizin – Institut der Ludwig-Maximilians-Universität München, 2020.